# Hohenheida
Hohenheida è un quartiere della città tedesca di Lipsia.

## Storia
Il 1º aprile 1992 il comune di Hohenheida venne soppresso e aggregato al comune di Seehausen.